# Grange-de-Vaivre
Grange-de-Vaivre (39) é uma comuna francesa na região administrativa de Borgonha-Franco-Condado, no departamento de Jura. Estende-se por uma área de 1,74 km². Em 2010 a comuna tinha 35 habitantes (densidade: 20,1 hab./km²).